# Gruppenarbeit (Arbeitsorganisation)

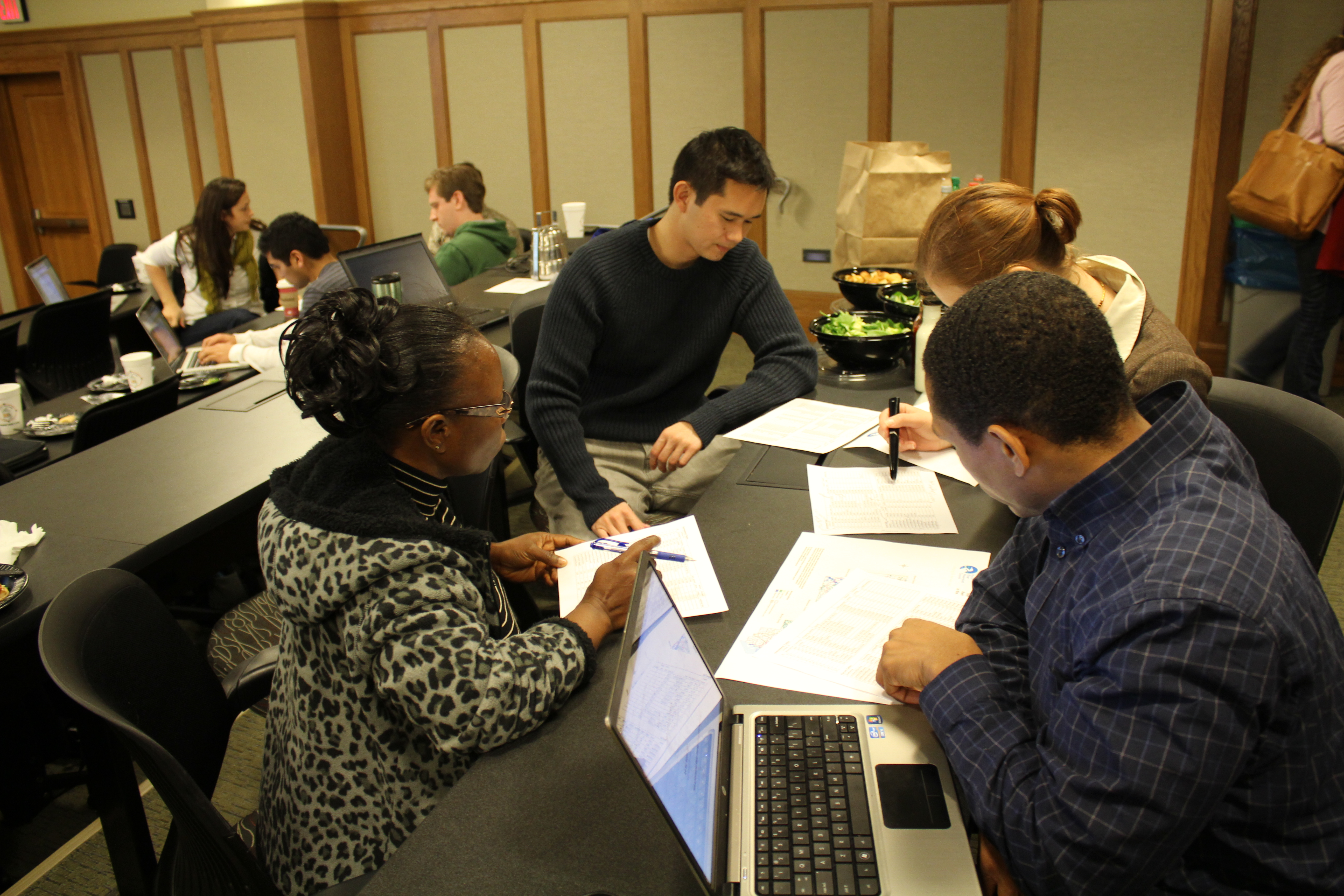
Eine Gruppe bei der Arbeit an einem gemeinsamen Projekt

Gruppenarbeit ist ein arbeitsorganisatorisches Konzept, das einer Gruppe von Arbeitnehmern für einen abgegrenzten Aufgabenbereich im arbeitsteiligen Produktionsprozess die selbstständige Regelung der internen Aufgabenverteilung überlässt.
In Deutschland hat betriebliche Gruppenarbeit Eingang in das Betriebsverfassungsgesetz gefunden: „Gruppenarbeit im Sinne dieser Vorschrift liegt vor, wenn im Rahmen des betrieblichen Arbeitsablaufs eine Gruppe von Arbeitnehmern eine ihr übertragene Gesamtaufgabe im Wesentlichen eigenverantwortlich erledigt“.
Der REFA-Verband definiert Gruppenarbeit wie folgt: „Bei Gruppenarbeit wird die Arbeitsaufgabe eines Arbeitssystems teilweise oder ganz durch mehrere Arbeitspersonen erfüllt. Gruppenarbeit im engeren Sinn liegt vor, wenn bei einem oder mehreren Ablaufabschnitten gleichzeitig mehrere Menschen am selben Arbeitsgegenstand zusammenwirken“. In dieser Definition wird nicht zwischen Gruppenarbeit und „Arbeit in Gruppen“ unterschieden. Es fehlt das Kriterium der eigenverantwortlichen (autonomen) Aufgabenverteilung ohne eine direkte Führung durch Vorgesetzte. Erst die Partizipation der Gruppenmitglieder in der Zuweisung der einzelnen Aufgaben zeichnet die Gruppenarbeit im hier definierten Sinne aus.
Häufig wird Gruppenarbeit auch mit Teamarbeit gleichgesetzt. Doch dieser Begriff ist nicht trennscharf, weil er auch für projektbezogene und fachübergreifende gruppenförmige Zusammenarbeit benutzt wird.

## Geschichte
Die zunehmende Zerlegung der Arbeitsvollzüge im Zuge der Rationalisierung industrieller Produktionsprozesse, unter anderem durch Taylorismus und Fordismus, rief in der ersten Hälfte des 20. Jahrhunderts Kritik an der „seelenlosen“ Fabrikarbeit hervor und lenkte die Aufmerksamkeit auf emotionale und motivationale Aspekte der Arbeit in der Massenproduktion. Der Sozialhistoriker Ernst Michel konstatierte, dass sich „die frühere Arbeiterfrage zum sozialen Problem der industriellen Arbeit schlechthin“ entwickelt habe. Die Kritik mündete schließlich in Reformprojekte und Reformvorschläge von Sozial- und Arbeitswissenschaftlern.
- So wurde auf Vorschlag des Psychologen Willy Hellpach bei Daimler-Benz in den 1920er Jahren die „Gruppenfabrikation“ eingeführt. In ihr sah Hellpach eine Form der industriellen Arbeit, „die der Atomisierung und Sinnentleerung der Fabrikarbeit entgegenwirkt“.[4]
- Der Soziologe Eugen Rosenstock-Huessy empfahl ebenfalls in den 1920er Jahren die „Werkstattaussiedlung“, das heißt eine Auslagerung von Betriebseinheiten, verbunden mit einer gewissen Selbständigkeit der dezentralisierten Einheiten.[5]
- Bereits in den 1950er und 1960er Jahren erprobten einige norwegische und schwedische Unternehmen unter sozialwissenschaftlicher Beratung neue Arbeitsformen mit autonomen Gruppen.[6]
- Das britische Tavistock Institute (London) entwickelte im Kontext seines sozio-technischen Ansatzes erstmals das Konzept der teilautonomen Arbeitsgruppe.[7]
- Die große amerikanische Untersuchung von James Womack und seinen Kollegen aus den 1980er Jahren entdeckte und empfahl den Automobilproduzenten das japanische Organisationskonzept der Lean Production mit flexiblen Fertigungsgruppen.[8]

## Das schwedische Modell der Gruppenarbeit
Das Konzept der teilautonomen Gruppe haben die schwedischen Automobilunternehmen Volvo in den Montagewerken Kalmar und Uddevalla sowie Saab in Malmö während der 1980er und 1990er Jahre in umfassender Weise und unter starker sozialwissenschaftlicher Begleitung umgesetzt. Die radikalste Umsetzung des Gruppenkonzepts erfolgte im Montagewerk Uddevalla, wo die einzelnen Teams für die Montage ganzer Autos zuständig waren. Die schwedischen Konzepte stellten jedoch lediglich eine sehr umfangreiche Variante des Jobenlargement vor, denen wesentliche Elemente der Mitarbeiterbeteiligung fehlten und die sich auf Dauer nicht bewährten.

## Die deutsche Diskussion
Im Rahmen des Forschungsprogramms der Bundesregierung „Humanisierung des Arbeitslebens“ wurden ab 1974 in mehreren Betriebsprojekten, unter Einbeziehung von Gewerkschaften und Arbeitgeberverbänden, neue Formen der Arbeitsorganisation insbesondere Gruppenarbeit erprobt. Der damalige Forschungsminister Hans Matthöfer war einer der Promotoren dieses Programms. Von diesem Aktionsprogramm ging allerdings keine Breitenwirkung aus. Die seit Mitte der 1970er Jahre ansteigende Arbeitslosigkeit verschob die Prioritäten von „humanen“ auf sichere Arbeitsplätze.
Es war insbesondere die Untersuchung von Womack et al. über die Arbeitsorganisation bei Toyota, die in den 1990er Jahren in Deutschland die Diskussion über Gruppenarbeit neu belebte. Von einer „zweiten ‚Japan-Welle‘ mit der Lean-Management-Debatte seit Anfang der neunziger Jahre“ ist in einem sozialwissenschaftlichen Trend-Report die Rede. In vielen Betrieben ergriff das Management die Initiative zur Einführung von Gruppenarbeit, auf welche die Gewerkschaften zunächst zögerlich reagierten. Inzwischen haben Gewerkschaften und Arbeitgeberverbände Rahmentarifverträge und Betriebsräte und Unternehmensleitungen Betriebsvereinbarungen über Gruppenarbeit abgeschlossen. Die im Rahmen des Modellprojekts „Auto 5000“ von Volkswagen mit der IG Metall abgeschlossenen Verträge sehen unter anderem die flächendeckende Einrichtung von Gruppenarbeit mit einem „hohen Niveau der Gruppenselbstorganisation“ vor.

## Strukturelle Voraussetzungen für Gruppenarbeit

Schema zur Beurteilung der Gruppenarbeitstauglichkeit eines Arbeitssystems

Gruppenarbeit bewährt sich in der Praxis oft nicht auf Dauer, schläft ein, schleift sich ab oder erreicht nicht die erwartete Produktivität. Aus der Perspektive des Lean-Production wird das damit begründet, dass Gruppenarbeit nur ein Element des Lean-Production ist und bei unzureichender Umsetzung der übrigen auch Gruppenarbeit nicht zum Erfolg führen kann. Unabhängig davon wurde im Laufe der Zeit herausgearbeitet, dass erfolgreiche Gruppenarbeit an spezifische Ausprägungen in der Arbeitsorganisation gebunden ist. Fehlen die, kann Gruppenarbeit nicht erfolgreich sein. Diese sind:
- Durchführungsautonomie (A),
- Aufgabenvollständigkeit (A),
- Planungsautonomie (A),
- Personalkontinuität (B),
- Kommunikationsmöglichkeiten (B),
- Gruppengröße (B) sowie
- Qualifikationsstruktur (C).

Die Ausprägungen sind nach ihrer generellen Bedeutung wie bei einer ABC-Analyse in A-, B- und C-Kriterien eingeteilt. Bei nicht hinreichender Ausprägung der A-Kriterien wird Gruppenarbeit nicht erfolgreich in einem Arbeitssystem funktionieren. Ähnliches gilt für die B-Kriterien: Mangelhafte Ausprägungen können zeitweilig durch flankierende Maßnahmen kompensiert werden, dauerhaft gefährdet es jedoch den Erfolg. Lediglich das C-Kriterium kann auch längere Zeit durch kompensierende Maßnahmen ausgeglichen werden. Ein Arbeitssystem, dass nicht so strukturiert werden kann, dass die Kriterien erfüllt sind, eignet sich nicht für Gruppenarbeit.

### Durchführungsautonomie
Eine motivierende gemeinsame Arbeitsorientierung kann sich in einer Arbeitsgruppe nur dann entwickeln, wenn sie eine gemeinsame Aufgabe hat. Es muss sich dabei um eine Aufgabe handeln, für die sie Verantwortung übernehmen kann und wo sie die Arbeitsabläufe selbst bestimmt und kontrolliert. Dies bedeutet, dass eine technische Verkettung der Arbeitsprozesse in der Gruppe mit denen außerhalb gering sein sollte. Das gesamte Spektrum an Aufgaben der Gruppe sollte zudem in der Gruppe erledigt werden können. Ideal ist die Erstellung eines fertigen (Teil-)Produktes in einer Gruppe.

### Aufgabenvollständigkeit
Mit Aufgabenvollständigkeit ist die handlungstheoretisch definierte sequenzielle und hierarchische Vollständigkeit der übertragenen Arbeitsaufgabe gemeint. Die Forderung nach Aufgabenvollständigkeit gilt ganz allgemein und unabhängig von Gruppenarbeit. Mitarbeiter, die längere Zeit unvollständige Arbeitsinhalte bearbeiten, erleben eine – später irreversible und durch Freizeitaktivitäten nur temporär kompensierbare – Beeinträchtigung ihrer Persönlichkeit.
Gruppenarbeit bietet eine gute Chance, vollständige Arbeitsaufgaben für Mitarbeiter auch in industriellen Serienproduktionen bereitzustellen, da es nicht erforderlich ist, für jeden einzelnen Arbeitsplatz das Kriterium der Vollständigkeit zu erfüllen. Es genügt, wenn dies für die Gruppenaufgabe gilt. Bedingung ist, dass alle Gruppenmitglieder sich unabhängig von ihrer gerade übernommenen Arbeit für die gesamte Aufgabe der Gruppe verantwortlich fühlen. Das setzt voraus, dass alle Mitarbeiter der Gruppe alle anfallenden Arbeiten in mehr oder weniger geregelten Abständen auch ausführen.
Sequenzielle Vollständigkeit meint – grob gesagt –, dass eine Handlung nicht nur geplant oder nur ausgeführt wird, sondern dass sowohl die Planung als auch die Ausführung zur Aufgabe gehört. Sie beschreibt also die Ganzheitlichkeit einer Aufgabe. Hierarchische Vollständigkeit liegt dann vor, wenn nicht nur die Aufgabe auf einer Ebene übergeben wird, wo eine eigenständige Ziel- und Handlungsplanung noch erforderlich ist (und damit zugelassen wird), sondern auch die darunter liegenden operativen Ebenen einer Handlung beinhalten. Eine vollständige Aufgabe erkennt man an folgenden Merkmalen:
- Selbständiges Setzen von Zielen, die in übergeordnete Ziele eingebettet sind,
- selbständige Handlungsvorbereitung im Sinne eigenständiger Planung,
- eigene Auswahl der Mittel zur Zielerreichung,
- Ausführungstätigkeiten mit Feedback zur Ermöglichung der Handlungskorrektur und
- Feedback über die Resultate und der Möglichkeit, die Übereinstimmung der eigenen Handlungen mit den gesetzten Zielen zu überprüfen.

### Planungsautonomie
Es geht um das Ausmaß, in dem die Gruppe von Plänen und Ereignissen außerhalb unabhängig ist. Die Aufgabe muss also nicht nur als vollständig definiert sein, die Vernetzung sollte nach außen auch so locker sein, dass tatsächlich autonome Planungsspielräume entstehen, innerhalb derer die Gruppe wirklich disponieren kann.
Neben der Reichweite eines Planungshorizontes ist es auch wichtig, wie hoch die Zuverlässigkeit der Daten innerhalb dieses Horizontes ist. Hierbei sind vor allem kurzfristige Interventionen Außenstehender kritisch.

### Personalkontinuität
Auch bei Gruppenarbeit wird es immer notwendig sein, dass Mitglieder der Gruppe an Arbeitsplätzen außerhalb der Gruppe arbeiten. Ein gewisser personeller Austausch über die Gruppengrenze hinweg ist unvermeidlich, aber: Er sollte beschränkt sein. Mitarbeiter, die mehr Zeit außerhalb als in der Gruppe arbeiten, werden kaum ein Gruppengefühl oder Gruppenverantwortung entwickeln. Gruppenarbeit kann daher nur funktionieren, wenn das Arbeitssystem Gewähr dafür bietet, dass sich ein Personalaustausch über die Gruppe hinaus in Grenzen hält. Nur so können auch von der Gruppe eingeleitete Maßnahmen für Krankheitsfälle und Urlaubspläne Gehalt haben und Verbindlichkeit erlangen.

### Kommunikationsmöglichkeiten
Interpersonelle Kontakte in der Gruppe sind ausschlaggebend für eine Entwicklung des Wir-Gefühl, welches wiederum notwendig wird für eine schlagkräftige Gruppe. Dem können bei Gruppenarbeit entgegenstehen:
- zu große Entfernungen der Arbeitsplätze,
- zu hoher Lärmpegel oder
- sprachliche Barrieren, resultierend aus hohem Mitarbeiteranteil mit mangelhafter Sprachintegration.

Der erste Punkt ist bei der Einführung von Gruppenarbeit zumeist kaum zu ändern, möglicherweise aber zu mildern.

### Gruppengröße
Die Gruppengröße wird vom Arbeitsbedarf und der Anzahl der integrierten Prozessschritte bestimmt. Sie ist also eher eine Folge anderer Entscheidungen, die wichtiger und zwingender sind, als ein autonomer Parameter. Dennoch kann nicht jedes Ergebnis akzeptiert werden. Sollen die Mitarbeiter Urlaube und Krankheitsausfälle selbst kompensieren, so muss die Arbeit auch für beschränkte Zeit zumindest durch eine Person weniger in der Gruppe bewältigt werden können. Andererseits: Bei linearer ansteigender Anzahl von Gruppenmitgliedern steigt deren Kommunikationsbedarf exponentiell. Spätestens ab 13 Mitgliedern kommt es zu Subgruppen, wird das System unproduktiv.

### Qualifikationsstruktur
Einen bedeutenden Faktor für die Gruppenbildung stellt die wahrgenommene Ähnlichkeit zwischen den Gruppenmitgliedern dar. Sie sollten sich fachlich ergänzen und als einander ähnlich erleben. Darüber hinaus gilt: Sind die Qualifikationsstrukturen so verschieden, dass nicht alle arbeiten können, so bilden sich Subgruppen gleicher Qualifikationsstruktur. Dies müsste entweder mittelfristig durch Qualifizierungsmaßnahmen ausgeglichen werden, oder die Aufgabenvollständigkeit muss bereits für diese Subgruppen gewährleistet sein.

### Ergänzende Faktoren
- Neben den strukturellen Voraussetzungen für Gruppenarbeit ist die Möglichkeit der Mitarbeiterpartizipation beispielsweise im Sinne eines kontinuierlichen Verbesserungsprozesses notwendig.
- Ein ungünstiges Entgeltsystem kann Leistungspotenzial „deckeln“ und intrinsische Motivatoren bei den Beschäftigten verdrängen. Diskussionen um ein neues Entgeltsystem können den gesamten Einführungsprozess dominieren und damit behindern.
- Die betrieblichen Führungskräfte müssen in Gruppenarbeit eine Chance sehen, auch für sie positive Veränderungen herbeizuführen.

Potenziale auf Leistungssteigerung durch Gruppenarbeit sollten existieren.

## Verbreitung von Gruppenarbeit in der deutschen Industrie
Nach einer Erhebung des Fraunhofer-Instituts für System- und Innovationsforschung aus dem Jahre 2009 in 1484 Betrieben des verarbeitenden Gewerbes verfügen 60 Prozent der Betriebe über Gruppenarbeit (ohne nähere Definition). Schränkt man Gruppenarbeit auf die Größe von 3 bis 15 Mitgliedern ein, sinkt der Anteil auf 54 Prozent, fragt man zusätzlich nach dispositiven und qualitätssichernden Aufgaben, die in ihren Tätigkeitsbereich fallen, dann beträgt die Quote noch 46 Prozent der befragten Betriebe. Die Anwendung von Gruppenarbeit steigt mit der Größe der Betriebe. Großbetriebe mit über 1000 Beschäftigten gehören zu 90 Prozent zu den Anwendern von Gruppenarbeit in irgendeiner Form.

## Belege
1. ↑  BetrVG § 87 Ziffer 13.
2. ↑  Refa: Methodenlehre des Arbeitsstudiums, Teil 1: Grundlagen. Hanser, München 1984, ISBN 3-446-14234-7, S. 116.
3. ↑  Ernst Michel: Sozialgeschichte der industriellen Arbeit. Knecht, Frankfurt am Main 1948, S. 164.
4. ↑  Gertraude Mikl-Horke: Industrie- und Arbeitssoziologie. 3. Auflage. Oldenbourg, München / Wien 1995, S. 148.
5. ↑  Eugen Rosenstock-Hussey: Werkstattaussiedlung. Untersuchungen über den Lebensraum des Industriearbeiters. Springer, Berlin 1922. In Auszügen in: Friedrich Fürstenberg (Hrsg.): Industriesoziologie I: Vorläufer und Frühzeit 1835–1934. Luchterhand, Neuwied 1959, S. 219 ff.
6. ↑  Thomas Sandberg: Work Organization and Autonomous Groups. LiberFörlag, Lund 1982, S. 96 ff.
7. ↑  Walther Müller-Jentsch: Arbeit und Bürgerstatus. Studien zur sozialen und industriellen Demokratie. SV Verlag, Wiesbaden 2008, S. 217 f.
8. ↑  James P. Womack, Daniel T. Jones, Daniel Roos: Die zweite Revolution in der Automobilindustrie. Campus, Frankfurt am Main 1991, S. 119 f.
9. ↑  Christian Berggren: Von Ford zu Volvo. Automobilherstellung in Schweden. Springer, Berlin 1991, S. 180 f.
10. ↑  James P. Womack, Daniel T. Jones, Daniel Roos: Die zweite Revolution in der Automobilindustrie. Campus, Frankfurt am Main 1991, S. 101–103.
11. ↑  Hans Matthöfer: Humanisierung der Arbeit und Produktivität in der Industriegesellschaft. Europäische Verlagsanstalt, Köln / Frankfurt am Main 1978, ISBN 978-3-434-00343-4, S. 175 ff.
12. ↑  Hans Joachim Sperling: Innovatiove Arbeitsorganisation und intelligentes Partizipationsmanagement. Trend-Report Partizipation und Organisation. Schüren, Marburg 1994, S. 42.
13. ↑  Lothar Kamp: Gruppenarbeit. Analyse und Handlungsempfehlungen. Hans-Böckler-Stiftung, Düsseldorf 1999.
14. ↑  Michael Schumann, Martin Kuhlmann, Frauke Sanders, Hans Joachim Sperling: Auto 5000: ein neues Produktionskonzept. Die deutsche Antwort auf den Toyota-Weg? VSA Hamburg 2006, S. 90 ff.
15. ↑  Günter Lay, Petra Jung Ercek, Hans-Dieter Schat: Verbreitung von Gruppenarbeit in der deutschen Industrie. In: RKW Magazin. Heft 4, 2011: Schwerpunkt Gruppen- und Teamarbeit, S. 22 f.
16. ↑  Günter Lay, Petra Jung Ercek, Hans-Dieter Schat: Verbreitung von Gruppenarbeit in der deutschen Industrie. In: RKW Magazin. Heft 4, 2011: Schwerpunkt Gruppen- und Teamarbeit, S. 24.